# Faubourg 36
Faubourg 36 is een Frans-Duits-Tsjechische muzikaal-romantisch dramafilm uit 2008, geregisseerd door Christophe Barratier.

## Verhaal
De regisseur van een populaire muziekzaal wordt beschuldigd van moord. Tijdens zijn bekentenis zien we het verhaal van de muziekzaal en zijn entertainers in flashbacks. Wanneer de muziekzaal wordt gesloten, belooft een trio werkloze vrienden het bedrijf uit de dood te halen door een musical op te voeren waarvan ze hopen dat het een hit wordt. Als hun gok loont, hebben ze het geld om het theater voor zichzelf te kopen en de macht om hun eigen lot te bepalen.

## Rolverdeling
| Acteur                   | Personage    |
| ------------------------ | ------------ |
| Gérard Jugnot            | Pigoil       |
| Clovis Cornillac         | Milou        |
| Kad Merad                | Jacky        |
| Nora Arnezeder           | Douce        |
| Pierre Richard           | Monsieur TSF |
| Bernard-Pierre Donnadieu | Galapiat     |
| Maxence Perrin           | Jojo         |

## Release
De film ging in première op  21 augustus 2008 op het Internationaal filmfestival van Montreal.

## Ontvangst
Op Rotten Tomatoes heeft Faubourg 36 een waarde van 64% en een gemiddelde score van 5,90/10, gebaseerd op 83 recensies. Op Metacritic heeft de film een gemiddelde score van 40/100, gebaseerd op 19 recensies.

## Prijzen en nominaties
| jaar | prijs                                    | categorie                    | genomineerde(n)                                        | uitslag     |
| ---- | ---------------------------------------- | ---------------------------- | ------------------------------------------------------ | ----------- |
| 2008 | Internationaal filmfestival van Montreal | Grand Prix des Amériques     | Christophe Barratier                                   | Genomineerd |
| 2009 | César                                    | Beste Cinematografie         | Tom Stern                                              | Genomineerd |
| 2009 | César                                    | Beste originele muziek       | Reinhardt Wagner                                       | Genomineerd |
| 2009 | César                                    | Beste productieontwerp       | Jean Rabasse                                           | Genomineerd |
| 2009 | César                                    | Beste kostuumontwerp         | Carine Sarfati                                         | Genomineerd |
| 2009 | César                                    | Beste geluid                 | Daniel Sobrino, Roman Dymny & Vincent Goujon           | Genomineerd |
| 2009 | Prix Lumières                            | Meest veelbelovende actrice  | Nora Arnezeder                                         | Gewonnen    |
| 2009 | Étoile d'Or                              | Beste Vrouwelijke Nieuwkomer | Nora Arnezeder                                         | Gewonnen    |
| 2009 | Étoile d'Or                              | Beste Componist              | Reinhardt Wagner                                       | Gewonnen    |
| 2010 | Oscar                                    | Beste originele nummer       | Reinhardt Wagner & Frank Thomas, voor "Loin de Paname" | Genomineerd |